# Namco Classic Collection Volume 1
Namco Classic Collection Volume 1 (ナムコクラシックコレクション?) es un videojuego recopilatorio de Namco publicado como arcade en noviembre de 1995. Se trata de una colección de tres populares juegos de arcade de Namco: Galaga (1981), Xevious (1982) y Mappy (1983). Además de los juegos originales, hay versiones "Arrangement" que son esencialmente secuelas de los juegos originales, con gráficos y sonido actualizados. Super Xevious (1984) se puede seleccionar desde el menú "Xevious".
- Datos: Q6961452